# Vremja tantsora
Vremja tantsora (russisk: Время танцора) er en russisk spillefilm fra 1997 af Vadim Abdrasjitov.

## Medvirkende
- Andrej Egorov som Andrej Podobed
- Jurij Stepanov som Valerij Belosjejkin
- Sergej Garmasj som Fiedel
- Zurab Kipshidze som Temur
- Tjulpan Khamatova som Katja